# Pál Gerevich
Pál Gerevich [ˈpaːl ˈɡɛrɛviʧ] (* 10. August 1948 in Budapest) ist ein ehemaliger ungarischer Fechter.

## Karriere
Der zweimalige olympische Bronzemedaillengewinner (1972 und 1980) im Mannschaftswettbewerb der Säbelfechter gewann von 1973 bis 1982 sieben Medaillen bei Weltmeisterschaften, davon sechs mit der Mannschaft. 
1977 wurde er in Buenos Aires Weltmeister im Säbel-Einzel. Im selben Jahr wurde er zum ungarischen Sportler des Jahres gewählt.

## Leben
Gerevich ist der Sohn des siebenfachen Olympiasiegers Aladár Gerevich und der erfolgreichen ungarischen Fechterin Erna Bogen. Er ist derzeit als Trainer und Fechtmeister beim Wiener Sport-Club tätig. Pál Gerevich ist der Trainer des Mödlingers Matthias Willau, der 2009 bei der Kadetten-Weltmeisterschaft für Österreich Silber holte.